# Феоктист (епископ Черниговский)
Святитель Феоктист (ум. 1123) — епископ Черниговский (в составе Киевской митрополии Константинопольской православной церкви).
Православный святой.

## Биография
До поставления в епископы долгое время жил в Печерском монастыре, куда пришел, очевидно, еще при Святом Феодосии (ум. в 1074), так как между 1074 и 1077 годами Печерский патерик представляет его уже одним из начальных учительных монахов, участвующим вместе с «отцами» и игуменом монастыря в исцелении молитвою и вразумлении прельщенного брата Никиты.
С 1103 года Феоктист был там игуменом. В 1108 году, ревнуя о славе монастыря и своего наставника, исходатайствовал через великого князя Святополка распоряжение митрополита о внесении Святого Феодосия Печерского «по всем епископьям» в списки святых, поминаемых на праздничных литиях.
В том же 1108 году он окончил постройку каменной монастырской трапезницы, заложенной им ранее по повелению и на средства князя Глеба, в котором одни видят известного благотворителя минского князя Глеба Всеславича, а другие — черниговского князя Давида Святославича, имевшего якобы второе имя Глеб. Жена последнего, княгиня Феодосия, была духовной дочерью Феоктиста, а сын князя Николай Святоша монашествовал в Печерском монастыре под его началом. Может быть, отчасти благодаря этим связям с черниговским княжеским домом Феоктист был 11 или 12 января 1113 года поставлен в епископы Черниговские. Это поставление возбудило большую радость в черниговской пастве уже по одному тому, что его предшественник по кафедре вследствие болезни в течение 25-ти лет не совершал архиерейского служения.
За время пребывания Феоктиста в Чернигове летописи и другие памятники упоминают его имя только два раза: один раз по поводу участия его 1—2 мая 1115 года в освящении в Вышгороде церкви во имя Святых Бориса и Глеба и в торжественном перенесении в нее мощей этих князей, и другой — в связи с обстоятельствами смерти и погребения черниговского князя Давида Святославича. В степенной книге рассказывается, что 1 августа 1123 года у умиравшего князя «бяше… черниговский епископ Феоктист, и позна, яко уже князь преставитися хощет, и повеле пети канун кресту»; когда оказалось, что могилу князя не успеют приготовить к окончанию отпевания, «епископ рече: се уже солнце заходит, заутра погребем его; нецыи же, вшедше в церковь, поведаша епископу, яко солнце не заходит, но во едином месте стоит; епископ же удивися и похвали Бога».
Более чем вероятно участие Феоктиста и в некоторых других событиях, сообщения о которых имеются в источниках без упоминания его имени; таковы — погребение в Чернигове в 1115 году черниговского князя Олега, в 1116 году княжны-инокини Предславы и в 1120 году князя Ростислава, и освещение там же храма в честь Бориса и Глеба, построенного князем Давидом.
Скончавшись 6 августа 1123 года, по-видимому в городе Чернигове, Феоктист, по некоторым позднейшим известиям, «положен бысть в Печерском монастыре».

## Почитание
Православной Церковью почитается как святитель. Память 5/18 августа (по другим данным 6/19 в День Преображения Господня в связи с чем его память совершается 5/18 августа), а также в день памяти Собора преподобных отцов Киево-Печерских, в Ближних пещерах почивающих 11 октября/28 сентября, Соборе всех преподобных отцов Киево-Печерских во вторую неделю (воскресение) Великого поста.
Имя упоминается в каноне Собора преподобных отцов Киево-Печерских, в Ближних пещерах почивающих.